# Citroën-Kégresse

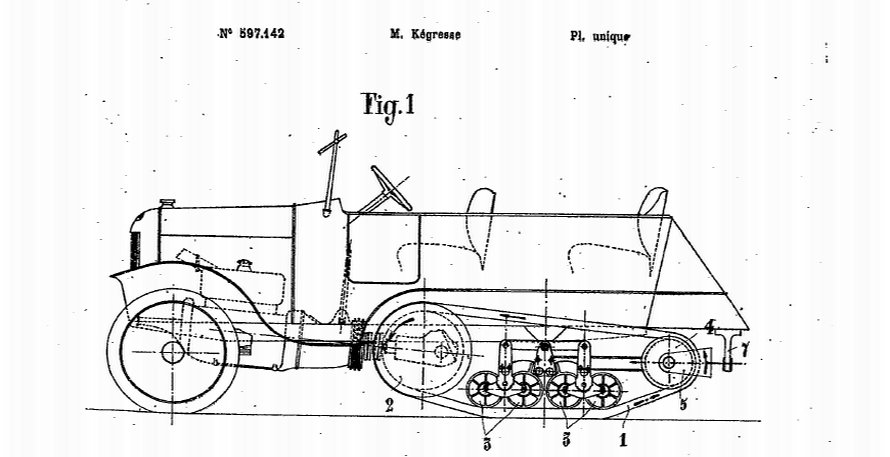
Een tekening van Kégresse voor de octrooi aanvraag (1924)

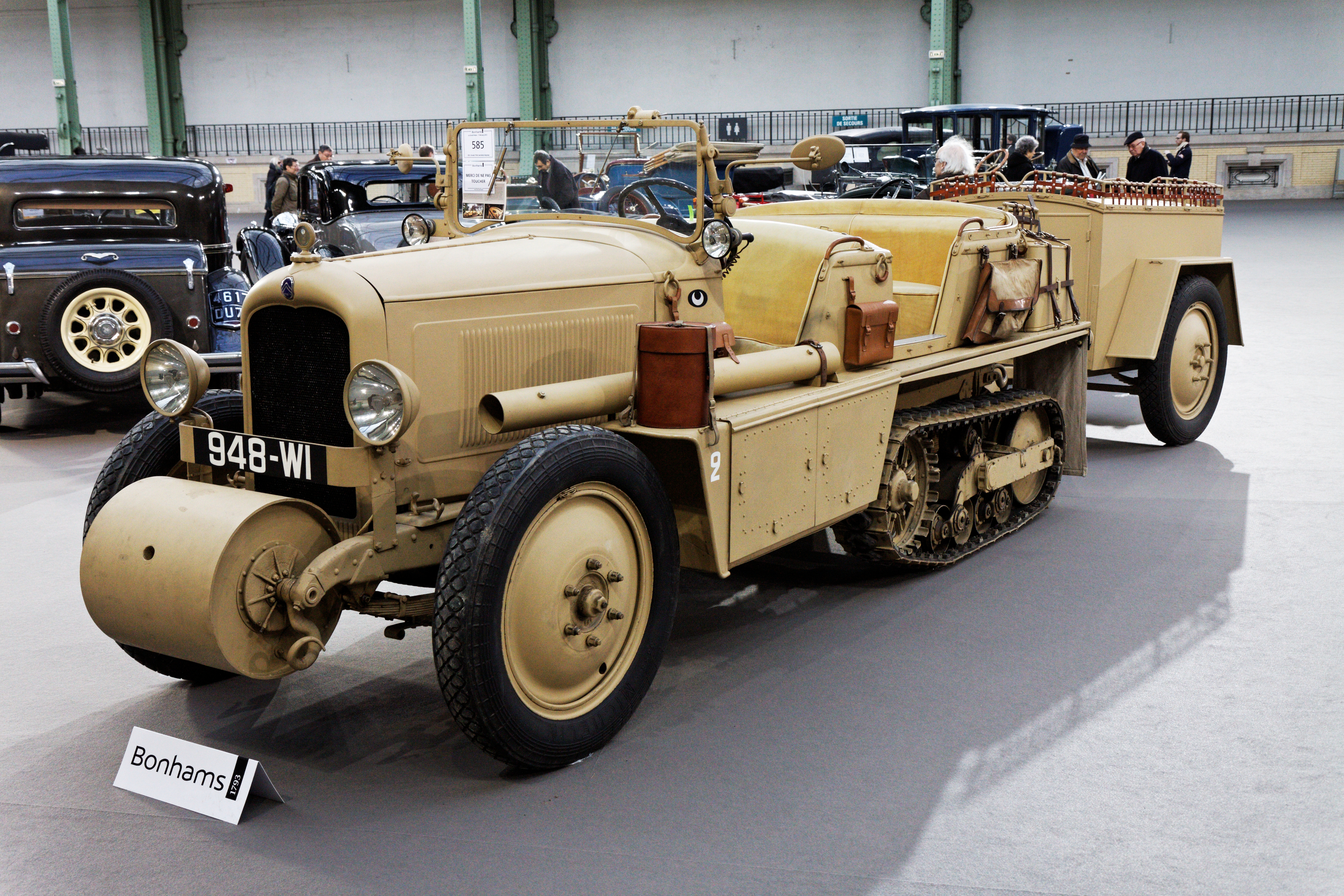
Citroën-Kégresse P19B uit 1931

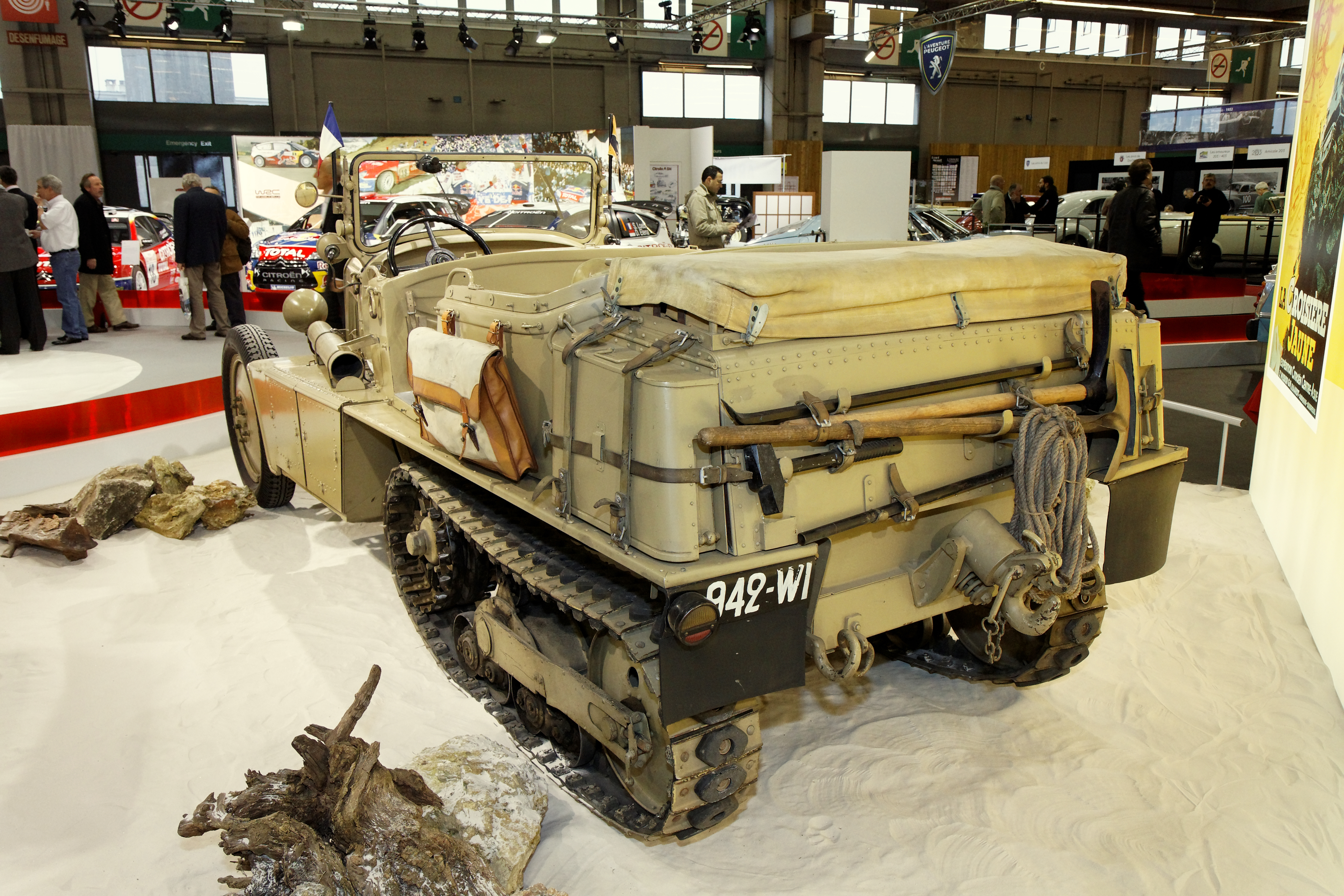
Achteraanzicht

Citroën-Kégresse was een samenwerking van het Franse automobielbedrijf Citroën en ingenieur Adolphe Kégresse. Kégresse had tijdens zijn verblijf in Rusland een rupsband ontwikkeld voor personenwagen en hierop in 1913 octrooi aangevraagd. Citroën nam hem in 1919 in dienst en heeft diverse voertuigen met de rupsbanden van Kégresse op de markt gebracht.

## Techniek
De rupsband van Kégresse bestaat uit vier belangrijke onderdelen. Een rubberen rupsband die het wegdek nauwelijks beschadigt, vier kleinere wielen die de rupsband op het wegdek drukken, een groot wiel voor dat door de motor en versnellingsbak wordt aangedreven en ten slotte een groot verstelbaar wiel aan de achterzijde waarmee de rupsband op de juiste spanning strak wordt gehouden.

## Samenwerking met Citroën
Na de Russische Revolutie keerde Kégresse terug naar Frankrijk. Met het octrooi in zijn bezit trad hij in dienst bij Citroën. Diverse personenwagens van Citroën zijn in de periode 1921 en 1937 uitgerust met zijn uitvinding. De voertuigen konden in moeilijk terrein goed vooruit komen.
Citroën zocht publiciteit en organiseerde een aantal expedities. In 1922 trokken vijf Citroën-Kégresse K1 rupsvoertuigen door de Sahara. Dit was de eerste keer dat voertuigen deze reis maakten. Tussen 16 december 1922 en 6 januari 1923 reden ze van Touggourt in Algerije naar Timboektoe. Ze legden een afstand van 3.200 kilometer af. Het succes maakte Citroën enthousiast en een tweede expeditie, Croisière noire, vond plaats tussen 28 oktober 1924 en 26 juni 1925. Op deze reis van noord naar het zuiden van Afrika legden de voertuigen een afstand af van circa 20.000 kilometer. In 1931 volgde een reis door Azië. In Beiroet startten zeven C4 rupsvoertuigen die naar het oosten trokken, en in Peking begonnen zes C6 rupsvoertuigen een reis naar het westen. In Askou, in de meest westelijk Chinese provincie Sinkiang, ontmoeten de twee groepen elkaar, waarna ze samen naar Peking trokken. Het leger kreeg mede hierdoor ook belangstelling en vooral het Franse en Poolse leger kochten grote aantallen. De voertuigen waren aan het begin van de Tweede Wereldoorlog nog in gebruik.
In totaal zijn ongeveer 20 verschillende modellen gefabriceerd. De voertuigen waren uitgerust met vier- en zescilinder benzinemotoren. In totaal zijn er ongeveer 5800 voertuigen geproduceerd. Belangrijke types waren:

### Type K1
Het eerste type was de K1. De rupsband werd bevestigd aan een Citroën B2. Deze had een viercilinder benzinemotor met een vermogen van 10 pk. Bij dit type liep de aandrijving over het achterste wiel, maar vanaf de P7 verzorgde het voorste wiel de aandrijving. Het was in productie van 1921 tot en met 1924. Het voertuig werd gebruik door boeren en ook voor het vervoer van personen in wintersportgebieden. Voor de eerste reis door de Sahara in 1922, Traversée du Sahara, werden diverse K1 voertuigen aangepast.

### Type P4T
De opvolger was de P4T welke werd geproduceerd in 1924 en 1925. Hiervoor werden de Citroën versies gebruikt met type-aanduiding B1, B10 en B12. Ze leken veel op het type K1. Technisch waren beide typen redelijk identiek maar verschilden van radiateur. Dit type, met aanpassingen, werd gebruikt voor de Croisière Noire, een reis van 28.000 kilometer van Algerije naar diverse bestemmingen in zuid en oost-Afrika. Deze expeditie begon in 1924 en stopte in 1925.

### Type P7T
Dit type kreeg als eerste de aandrijving op het voorste wiel. Hierdoor werd de aandrijflijn korter. Uiterlijk leek het veel op de voorganger, de P4T, en dit voertuig was ook beschikbaar in diverse uitvoeringen voor civiel en militair gebruik. Dit type kreeg later een vernieuwde rupsband. In plaats van een volledige rubberenband werd een band van staal bekleed met rubberen blokken.

### Type P10
Dit was de eerste versie van de tweede generatie voertuigen. Het maakte gebruik van de Citroën C4 en was in productie in 1928 en 1929. De viercilindermotor had een cilinderinhoud van 1539 cc.

### Type P17
De 19 leek veel op de P10, maar was uitgerust met een iets grotere motor van 1628 cc. Deze versie was ongeveer vijf jaar in productie en in deze periode zijn wijzigingen doorgevoerd die weer werden aangeduid met een letter, P17A, P17B tot en met P17E. Deze versie werd in grote aantallen gekocht door het Franse leger, die er naar schatting zo'n 1700 heeft aangeschaft. Verder werd het voertuig gebruikt in de land- en bosbouw.

### Type P19
Deze versie lijkt veel op zijn voorganger, maar kreeg een zescilinder benzinemotor. Het gewicht van het chassis was ongeveer 1200 kilogram en een maximumsnelheid van 40 km/h was haalbaar. Deze versie werd ook door diverse legers in West-Europa gebruikt.

### Type P14
De P14 was een zware versie van de P19. Het had een gewicht van bijna 3 ton. Het werd gebruikt als artillerietrekker door het Franse, Belgische en Poolse leger. Een voertuig van dit type was een radiowagen voor de Croisière Jaune.

### Type P107
Dit voertuig was in productie van 1935 tot 1940. Het was een zwaar voertuig geschikt om grote lasten te trekken. Het had een vierclindermotor van 3454 cc en een vermogen van 60 pk. Van dit model zijn meer dan 3000 exemplaren gemaakt. Unic, een andere Franse vrachtwagenproducent, nam na 1934 de productie van dit voertuig over, de Unic P107.

## Militair gebruik
De Citroën-Kégresse is op grote schaal aangeschaft door het Franse en Poolse leger.

### Frankrijk
Bij het uitbreken van de Tweede Wereldoorlog had het Franse leger ruim 2500 voertuigen van dit type in gebruik. Het had zo’n 600 Citroën-Kégresse P19B voertuigen in gebruik voor het manschappenvervoer. Dit voertuig bood ruimte aan zes passagiers en kon een maximumsnelheid bereiken van 52 km/hu. Het woog zo’n 2,2 ton. De zescilinderbenzinemotor had een vermogen van 42 pk bij 2800 toeren per minuut. Sinds 1932 kreeg het leger een vergelijkbare versie in dienst maar uitgerust met een 25mm-antitankkanon. De voertuigen waren van hetzelfde model als voor het manschappenvervoer, maar konden een man extra meenemen. Ze waren 4,7 meter lang en 1,7 meter breed. In 1940 telde het Franse leger 550 exemplaren van deze versie.
Het meest gebruikte model van de Citroën-Kégresse was de artillerietrekker P17. Deze werd gebruikt voor het trekken van lichte luchtdoelkanonnen met een kaliber van 25, 47 of 75mm. In september 1939 waren er 1442 in gebruik. Ze konden een maximale aanhanglast van 1,3 ton meetrekken. De maximumsnelheid was 32 km/h.

### Polen
Het Poolse leger kreeg in het begin van de twintiger jaren interesse in de Franse uitvinding. Het wegennet, vooral in het oosten van Polen, was weinig ontwikkeld en wielvoertuigen kwamen vaak vast te zitten. Enkele testvoertuigen werden besteld en op basis van de goede ervaringen volgde een order voor 135 chassis van de Citroën-Kégresse B2 10CV, met het Kégresse type P4T rupsaandrijving. Van deze bestelling werden 90 exemplaren uitgerust als pantservoertuig en de rest werd ingezet als vrachtwagen of voor speciale doeleinden gereserveerd. In 1931 volgde een tweede order voor 94 voertuigen. Deze werden tussen mei 1931 en december 1934 geleverd als artillerietrekker, staf- of telefoonwagen.